# NTT 데이터
주식회사 엔티티 데이터(株式会社エヌ・ティ・ティ・データ)는 일본의 시스템 통합(SI) 기업이자 일본전신전화의 자회사이다.
NTT의 전신인 일본전신전화는 1967년 데이터 커뮤니케이션스 사업을 시작하였고, 1985년 민영화되어 1988년 NTT 데이터로 데이터 커뮤니케이션스 부서가 떨어져 나왔는데 이것이 현재 일본에 본사를 둔 IT 서비스 기업 가운데 최대 기업이 되었다.
NTT 데이터는 공개 거래 회사이지만 NTT가 54퍼센트를 소유하고 있다.

## 같이 보기
- NTT 도코모